# گمینا خودوو
گمینا خودوو (به لهستانی:  Gmina Chodów) یک گمینا در لهستان است که در شهرستان کووو واقع شده‌است. گمینا خودوو ۷۷٫۹۷ کیلومتر مربع مساحت و ۳٬۴۷۵ نفر جمعیت دارد.